# Myzomela kuehni
El mielero de la Wetar (Myzomela kuehni) es una especie de ave paseriforme de la familia Meliphagidae endémica de la isla Wetar (Indonesia).